# Luis Pedro Suela
Luis Pedro Suela est un joueur espagnol de volley-ball né le 7 juillet 1976 à Madrid. Il mesure 1,98 m et joue réceptionneur-attaquant. Il totalise 190 sélections en équipe d'Espagne.

## Clubs
| Club            | Pays    | De        | À         |
| --------------- | ------- | --------- | --------- |
| Malaga          | Espagne | 1996-1997 | 1997-1998 |
| Numancia Soria  | Espagne | 1998-1999 | 1999-2000 |
| Unicaja Almeria | Espagne | 2000-2001 | 2002-2003 |
| Gioia del Colle | Italie  | 2003-2004 | 2003-2004 |
| Santa Croce     | Italie  | 2004-2005 | 2004-2005 |
| Arezzo          | Italie  | 2005-2006 | …         |

## Palmarès
- Championnat d'Espagne : 2001, 2002, 2003
- Coupe d'Espagne : 2002
- Supercoupe d'Espagne : 2002, 2003